# Museum Hulst

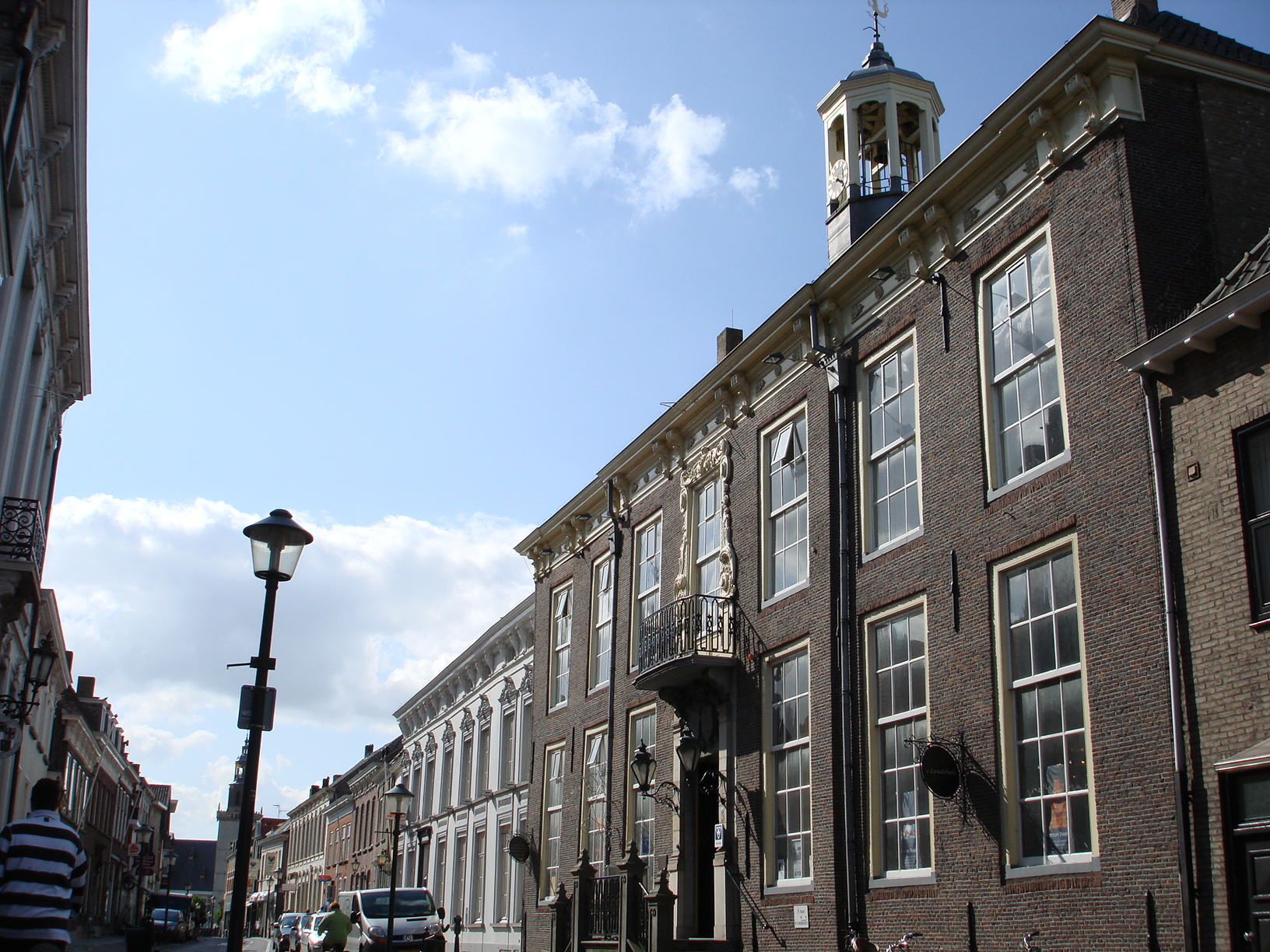
's-Landshuis

Museum Hulst is een streekmuseum gevestigd in het 's-Landshuis, een rijksmonument uit de 17e eeuw, in Hulst in Zeeland.
Het museum geeft een beeld van de geschiedenis van Hulst en het Land van Hulst, van miljoenen jaren geleden tot nu, er wordt uitgelegd waarom Hulst "Reynaertstad" wordt genoemd en waarom Hulst zulke goed bewaarde vestingen heeft.

## Geschiedenis

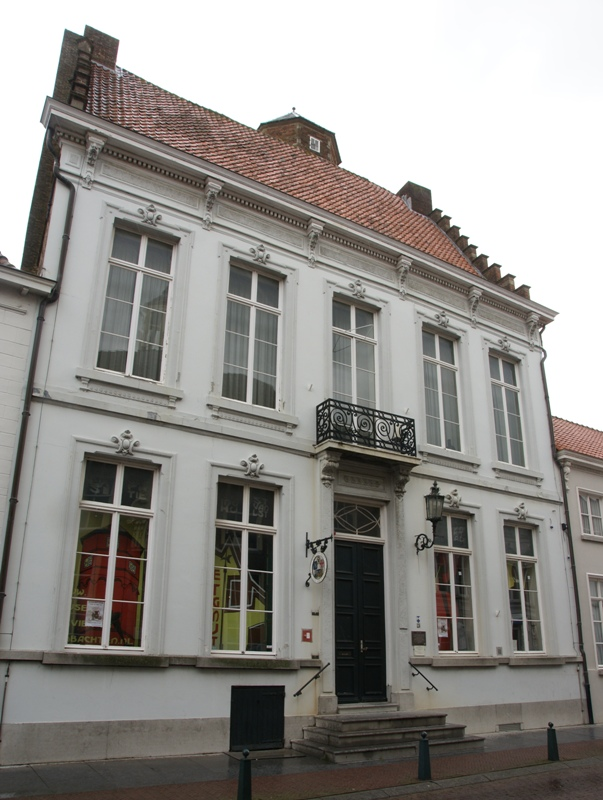
Refugie Ter Duinen, tot 2022 de locatie van het museum

De heemkundekring "De Vier Ambachten" werd opgericht in 1927, naar aanleiding van een landbouwtentoonstelling die in dat jaar in Hulst werd gehouden. In 1929 werd een museum geopend in een oud klaslokaal. In 1953 bleek het klaslokaal al te klein te zijn. Uiteindelijk werd, in 1979, het voormalige refugiehuis van de Abdij Ten Duinen betrokken, dat daartoe eerst een restauratie onderging.
Tot 2018 was het museum bekend als "Streekmuseum De Vier Ambachten", vernoemd naar de vroegere kasselrij Vier Ambachten, waarna de naam werd gewijzigd naar "Museum Hulst". In 2022 verhuisde het museum naar het 's-Landshuis waar het op 11 juni werd geopend.

## Collectie
De collectie bestaat onder meer uit archeologische vondsten. De oudste zijn vuurstenen werktuigjes uit het laatpaleolithicum en gevonden te Nieuw-Namen. Verder zijn er veel voorwerpen uit de 13e-18e eeuw, onder meer afkomstig van opgravingen op het terrein van het voormalige Minderbroedersklooster. Hiertoe behoren glissers, pelgrimsinsignes en dergelijke.
Verder zijn er klederdrachten te zien: de Axelse klederdracht, de Hulster klederdracht en de Cadzandse klederdracht. Daarnaast zijn er voorwerpen die betrekking hebben op het gildewezen, op de relatie van Hulst met het epos Van den vos Reynaerde, op de militaire geschiedenis en de vestingwerken. Dan is er een klompenmakerij en een vlasserij ingericht: twee takken van nijverheid die hier in de omgeving werden bedreven. Daarnaast zijn er gereedschappen en gebruiksvoorwerpen uit vroeger jaren.